# Paul Bernard Malone

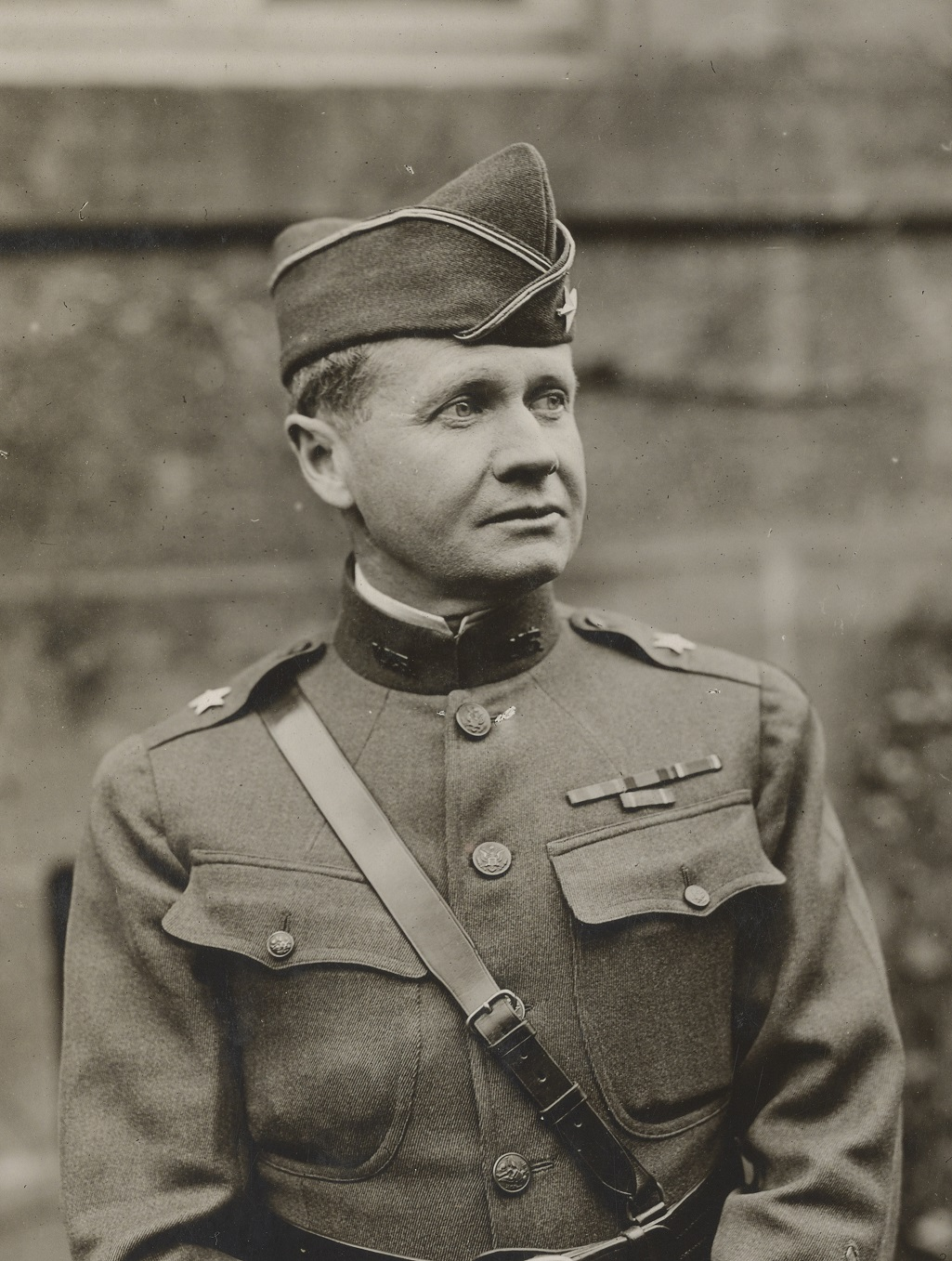
Paul B. Malone (1918)

Paul Bernard Malone (* 8. Mai 1872 in Middletown, Orange County, New York; † 16. Oktober 1960 in Sarasota, Sarasota County, Florida) war ein Generalmajor der United States Army.

## Leben
Paul Malone besuchte die öffentlichen Schulen seiner Heimat. In den Jahren 1890 bis 1894 durchlief er die United States Military Academy in West Point. Nach seiner Graduation wurde er als Leutnant der Infanterie zugeteilt. In der Armee durchlief er anschließend alle Offiziersränge bis zum Zwei-Sterne-General.
Im Lauf seiner militärischen Karriere absolvierte Malone verschiedene Kurse und Schulungen. Dazu gehörten unter anderem das United States Army War College und das Command and General Staff College.
In seinen jüngeren Jahren absolvierte er den für Offiziere in den niederen Rangstufen üblichen Dienst in verschiedenen Einheiten und Standorten. Im weiteren Verlauf seiner Laufbahn kommandierte er Einheiten auf fast allen militärischen Ebenen. Zwischenzeitlich wurde er auch als Stabsoffizier eingesetzt. Malone nahm mit dem 13. Infanterieregiment am Spanisch-Amerikanischen Krieg teil. Dabei war er auf Kuba eingesetzt, wo er unter anderem an der Schlacht von San Juan Hill beteiligt war. Wenige Zeit später wurde er zum damals neu aufgestellten 27. Infanterieregiment versetzt, mit dem er am Philippinisch-Amerikanischen Krieg teilnahm.
Nach seiner Rückkehr von den Philippinen war Malone für einige Zeit Dozent für Chemie an der Militärakademie in West Point. Nach einer weiteren Versetzung auf Kuba wurde er Stabsoffizier im Kriegsministerium. In dieser Eigenschaft gehörte er einer amerikanischen Militärdelegation an, die im September 1912 ein Manöver der deutschen kaiserlichen Armee beobachtete. Von 1913 bis 1916 war er in Hawaii beim 2. Infanterieregiment stationiert. Es folgte eine Verlegung nach Texas an die mexikanische Grenze, wo er an der Mexikanischen Expedition beteiligt war.
Nach dem amerikanischen Eintritt in den Ersten Weltkrieg war Malone zunächst mit Ausbildungsaufgaben betraut. Im Juni 1917 wurde er nach Frankreich versetzt. Dort war er zunächst als Stabsoffizier tätig. Anfang 1918 erhielt er das Kommando über das der 2. Infanteriedivision unterstehende 23. Infanterieregiment, mit dem er am weiteren Verlauf des Kriegs teilnahm. Dabei war er an mehreren Schlachten beteiligt, dazu gehörte auch die Schlacht bei Soissons. Gegen Ende des Kriegs erhielt Malone das Kommando über die 10. Infanteriebrigade, die zur 5. Infanteriedivision gehörte. In der Folge war er auch an der Schlacht von St. Mihiel und der Maas-Argonnen-Offensive beteiligt.
Nach dem Ende des Kriegs und seiner Rückkehr in die Vereinigten Staaten bekleidete Malone erneut einige Generalstabsaufgaben im Kriegsministerium. Zwischen Mai 1925 und September 1926 kommandierte er die 2. Infanteriedivision, die damals in Fort Sam Houston in Texas stationiert war. Im weiteren Verlauf seiner Karriere kommandierte er die Philippine Division, die dem Philippine Department unterstellt war, das damals von Douglas MacArthur befehligt wurde. Danach kommandierte Malone hintereinander Sixth Corps Area, Third Corps Area und Ninth Corps Area. Alle diese damaligen Einheiten waren vor allem mit Ausbildungsaufgaben betraut und wurden in den frühen 1940er Jahren aufgelöst bzw. in andere Einheiten integriert. Zwischen dem 21. Mai 1935 und dem 30. April 1936 hatte Generalmajor Malone das Kommando über die 4. Armee mit dem Hauptquartier in Presidio, San Francisco. Anschließend schied er aus dem aktiven Militärdienst aus.
Malone verbrachte den ersten Teil seines Lebensabends in San Francisco, wo er sich unter anderem für Veteranenorganisationen engagierte, darunter auch die Amerikanische Legion. Während des Zweiten Weltkriegs war er am Aufbau einer lokalen Miliz unter anderem zur Abwehr von Sabotageakten und eventueller feindlicher Handlungen beteiligt. Gelegentlich trat er auch als Gastredner auf. Nach dem Krieg zog er nach Sarasota in Florida, wo er am 16. Oktober 1960 verstarb. Er wurde auf dem amerikanischen Nationalfriedhof Arlington beigesetzt.

## Orden und Auszeichnungen
Paul Malone erhielt im Lauf seiner militärischen Laufbahn unter anderem folgende Auszeichnungen:
- Distinguished Service Cross
- Army Distinguished Service Medal
- Silver Star
- Spanish Campaign Medal
- Philippine Campaign Medal
- Cuban Pacification Medal
- Mexican Border Service Medal
- World War I Victory Medal
- Orden der Ehrenlegion (Frankreich)
- Croix de Guerre (Frankreich)